# Apache Wink
Az Apache Wink egy nyílt forráskódú keretrendszer, amely lehetővé teszi a fejlesztés számára a REST stílusú webszolgáltatások használatát.

## Története
A projektet 2007-ben kezdték a HP belső Symphony nevű REST SDK-jaként.  2009 elején a HP és az IBM egyesítette erejét, hogy létrehozza Apache Wink projektet. A HP közreadta az SDK-t, az IBM pedig az integrációs teszteket.
Az Apache Wink jelenleg egy Apache Incubator projekt.

## Jellemzők
Az Apache Wink szerver és kliens modulból áll. A szerver modul az JAX-RS (JSR-311) specifikáció implementációja más kiegészítő funkciókkal együtt elősegítve a REST-konform webszolgáltatások fejlesztését. A kliens modul egy Java alapú keretrendszer, amely funkcionalitást biztosít a REST-konform webszolgáltatások kommunikációjának támogatásához.
- JAX-RS 1.0 kompatibilis[2]
- Támogatást nyújt az Atom Syndication Format-hoz, Atom Publishing Protocol-hoz és az RSS-hoz.
- Támogatást nyújt a JSON-hoz, CSV-hoz és az OpenSearch-hoz.

## Kiadások
| Kiadás  | Dátum      | Megjegyzés                   |
| ------- | ---------- | ---------------------------- |
| pre 0.1 | 2009-05-27 | Wink enters incubation.      |
| pre 0.1 | 2009-07-01 | Wink is JAX-RS 1.0 compliant |
| 0.1     | 2009-08-26 | Wink 0.1 released.           |
| 1.1     | 2010-05-14 | Wink 1.1 released.           |
| 1.1.1   | 2010-07-07 | Wink 1.1.1 released.         |
| 1.1.2   | 2010-11-15 | Wink 1.1.2 released.         |
| 1.1.3   | 2011-05-09 | Wink-1.1.3 released.         |
| 1.2.0   | 2012-05-21 | Wink-1.2.0 released.         |

## Külső hivatkozások
- Apache Wink Wiki
- IBM DeveloperWorks Apache Wink Article
- RESTful Web services with Apache Wink, Part 1: Build an Apache Wink REST service
- RESTful Web services with Apache Wink, Part 2: Advanced topics in Apache Wink REST development
- RESTful Web services with Apache Wink, Part 3: Apache Wink and the REST

## Fordítás
Ez a szócikk részben vagy egészben  az   Apache Wink című angol Wikipédia-szócikk ezen változatának fordításán alapul.  Az eredeti cikk szerkesztőit annak laptörténete sorolja fel. Ez a jelzés csupán a megfogalmazás eredetét és a szerzői jogokat jelzi, nem szolgál a cikkben szereplő információk forrásmegjelöléseként.